# Water-polo aux Jeux méditerranéens de 2018
Navigation
Mersin 2013 Oran 2022
Les épreuves de water-polo des Jeux méditerranéens de 2018 ont lieu à Tarragone, en Espagne, du 27 juin au 1er juillet 2018.

## Podiums
| Épreuves | Or      | Argent | Bronze     |
| -------- | ------- | ------ | ---------- |
| Hommes   | Serbie  | Grèce  | Monténégro |
| Femmes   | Espagne | Italie | Grèce      |